# Alan Kasaev
Alan Tajmurazovič Kasaev (in russo Алан Таймуразович Касаев?; Vladikavkaz, 8 aprile 1986) è un ex calciatore russo, di ruolo centrocampista.

## Caratteristiche tecniche
Ambidestro, è un esterno d'attacco sinistro, che può giocare anche a destro o come esterno di centrocampo. Fa della velocità una delle sue caratteristiche principali.

## Carriera
Ha iniziato la carriera nella seconda divisione russa con il Titan Klin. Successivamente ha giocato nelle riserve del Šinnik Jaroslavl'; nel 2004 è passato nel team riserve dello Zenit San Pietroburgo in cambio di € 200.000.
Nel 2007 si è trasferito in prestito all'Alanija Vladikavkaz e nel 2008 è stato ceduto dallo Zenit al Kuban' Krasnodar. Il Kuban' ha concluso la stagione al secondo posto nella seconda divisione, e Kasaev è quindi passato in prima divisione. Durante il 2009 si è trasferito al Rubin Kazan' per € 5 milioni, avendo così l'occasione di giocare in Champions League. Nella stagione 2013-2014 è ceduto in prestito alla Dinamo Mosca, prima di trasferirsi a titolo definitivo alla Lokomotiv Mosca per una cifra pari a € 5 milioni.

## Palmarès

### Club

#### Competizioni nazionali
- Campionato russo: 2

Rubin Kazan': 2009
Lokomotiv Mosca: 2017-2018
- Coppa di Russia: 3

Rubin Kazan': 2011-2012
Lokomotiv Mosca: 2014-2015, 2016-2017
- Supercoppa di Russia: 2

Rubin Kazan': 2010, 2012

#### Competizioni internazionali
- Coppa dei Campioni della CSI: 1

Rubin Kazan': 2010